# حكاية فرحان
حكاية فرحان أو روبرت (بالإنجليزية: Rupert) هو مسلسل رسوم متحركة كندي عرض لأول مرة في 7 سبتمبر 1991 واستمر عرضه حتى 19 يونيو 1997 في خمسة مواسم. تمت دبلجة المسلسل للغة العربية بواسطة مركز الزهرة وعرض على قناة سبيس تون في جُزأين.

## روابط خارجية
- حكاية فرحان على موقع IMDb (الإنجليزية)
- حكاية فرحان على موقع كينوبويسك (الروسية)
- حكاية فرحان على موقع ألو سيني (الفرنسية)
- حكاية فرحان على موقع قاعدة بيانات الفيلم (الإنجليزية)